# Banco de Saya de Malha
El Banco Saya de Malha (también llamado Banco de Sahia de Malha, Portugués Moderno: saia de malha, en español: falda de malla) es el más grande banco sumergido del mundo, parte de la vasta meseta submarina Mascareñas. Se encuentra al noreste de Madagascar, al sureste de las islas Seychelles, y al norte de la Ribera Nazaret, los cardúmenes Cargados Carajos, y la isla de Mauricio, y en la actualidad recae sobre aguas internacionales. Las tierras más cercana son las pequeñas islas Agalega (una islas a las afueras de Mauricio), a unos 300 km más al oeste, seguido de la sureña isla de las Seychelles llamada Coëtivy, unos 400 km al noroeste. Mauricio administra el completamente al Banco Saya de Malha, ya que una parte de ella se encuentra dentro de su exclusiva zona económica.
El Banco cubre un área de 40,808 km², y se compone de dos estructuras separadas, la más pequeña llamada Banco Norte (también llamada Banco Ritchie), y el inmenso Banco Sur. Si el Banco Sur fuera reconocido como un atolón sumergido, sería el más grande del mundo, casi tres veces el tamaño del Gran Banco de Chagos, comúnmente considerado el más grande atolón del mundo. Hasta el más pequeño Banco Norte sería uno de los más grande atolones del mundo. El Banco Norte y el Banco Sur parecen tener diferentes orígenes, ya que están separados por una falla. El Banco Sur y el Gran Banco de Chagos fueron una sola estructura hasta hace unos 64 a 69 millones de años atrás, cuando una cordillera oceánica se abrió entre ellas y las separó.
El Banco Saya de Malha consiste en una serie de bancos estrechos, con profundidades de 17 a 29 m en el borde. Están dispuestos en forma semicircular, en torno a un espacio, la antigua laguna, a unos 73 m de profundidad, la cual se inclina en el sureste. Algunas áreas del Banco son poco profundas, menos de 10 m por debajo de la superficie. Los sitios de menos profundidad, conocidos como Roca Poydenot, a una profundidad de 8 m, y un anónimo sitio ubicado a 145 km más al noroeste, con una profundidad de 7 m. Los Bancos están cubiertos con algas marinas intercaladas con pequeños arrecifes de coral. Debido a su localización remota, el Banco se encuentra entre las ecorregiones marinas someras menos estudiadas del planeta. Los bancos son un criadero de las ballenas jorobadas y las ballenas azules.
- Datos: Q1726782
- Multimedia: Saya de Malha / Q1726782